# 316
Évszázadok: 3. század – 4. század – 5. század
Évtizedek: 260-as évek – 270-es évek – 280-as évek – 290-es évek – 300-as évek – 310-es évek – 320-as évek – 330-as évek – 340-es évek – 350-es évek – 360-as évek
Évek: 311 – 312 – 313 – 314 –  315 – 316 – 317 – 318 – 319 – 320 – 321

## Események

### Római Birodalom
- Antonius Caecina Sabinust és Caius Vettius Cossinius Rufinust választják consulnak.
- A Constantinus és Licinius császárok közti súrlódások fegyveres konfliktussá fajulnak. Constantinus benyomul tárcsászárának balkáni provinciáiba és a cibalaei csatában győzelmet arat.
- Licinius előbb Sirmiumba, majd Hadrianopolisba vonul vissza, ahol új sereget gyűjt és bizalmasát, Valerius Valenst társcsászárrá nevezi ki. Az év végén (vagy a következő év elején) a mardiai csatában Licinius újabb vereséget szenved el Constantinus erőitől.
- Constantinus megtiltja a rabszolgák arcon való megbélyegzését.

### Kína
- A hsziungnu Liu Cung (az észak-kínai Han Csao állam feje) hadvezére, Liu Jao elfoglalja a Csin-dinasztia utolsó mentsvárát, Csangant és elfogja a 16 éves Min császárt. Ezzel a nyugati Csin-dinasztia elbukik, az uralkodóház maradék tagjai Csianjangba (ma Nanking) menekülnek.

## Születések
- II. Constantinus, római császár
- Szent Márton, Turonum (Tours) püspöke

## Halálozások
- Szent Balázs, keresztény vértanú

## Fordítás
- Ez a szócikk részben vagy egészben  a(z)   316 című angol Wikipédia-szócikk ezen változatának fordításán alapul.  Az eredeti cikk szerkesztőit annak laptörténete sorolja fel. Ez a jelzés csupán a megfogalmazás eredetét és a szerzői jogokat jelzi, nem szolgál a cikkben szereplő információk forrásmegjelöléseként.